# Rheum nobile
Rheum nobile Hook. f. & Thomson – gatunek rośliny z rodziny rdestowatych (Polygonaceae Juss.). Występuje naturalnie w Afganistanie, Pakistanie, północnych Indiach, Nepalu, Bhutanie, północnej Mjanmie oraz Chinach (w południowej części Tybetu).

## Morfologia

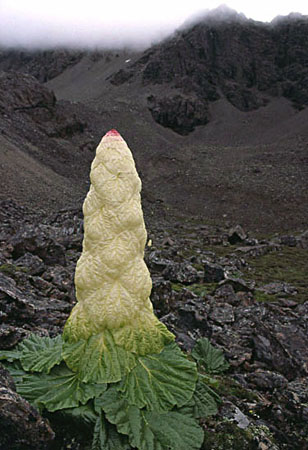
Pokrój gatunku

PokrójBylina dorastająca do 120 cm wysokości.
LiścieIch blaszka liściowa jest lekko skórzasta i ma kształt od owalnego do okrągłego. Mierzy 20–30 cm długości, jest całobrzega, o niemal sercowatej nasadzie i ostrym wierzchołku. Ogonek liściowy jest nagi i osiąga 5–15 cm długości. Gatka jest błoniasta.
KwiatyZebrane w wiechy, rozwijają się na szczytach pędów. Listki okwiatu mają eliptyczny kształt i zielonożółtawą barwę, mierzą 2 mm długości.
OwoceMają jajowaty kształt, osiągają 6–7 mm długości.

## Biologia i ekologia
Rośnie na murawach oraz terenach skalistych. Występuje na wysokości od 4000 do 4800 m n.p.m. Kwitnie od czerwca do lipca.